# نیمه‌بیابان بادخیز و کربیل
نیمه‌بیابان بادخیز و کربیل (انگلیسی: Badghyz and Karabil semi-desert) یک بوم‌ناحیه (شناسه WWF: PA1306) است که تپه‌های شمالی رشته کوه‌های مرکزی افغانستان، جنوب شرق ترکمنستان و بخش‌هایی از ازبکستان و تاجیکستان را می‌پوشاند. چشم‌انداز این بوم‌ناحیه به به‌صورت «ساوانا مانند» و یادآور آفریقا همراه با جگن‌های بیابانی و توده‌های درختان پسته وحشی توصیف شده‌است. این منطقه از تنوع زیستی بالایی برخوردار است و زیستگاه تعدادی از گونه‌های کمیاب و بوم‌زاد مانند گونه در معرض خطر گور ترکمنی است.

## موقعیت
این منطقه تپه‌ای بین صحرای بزرگ شنی قره‌قوم در شمال، کوه‌های کوینتاگ (غیر قابل عبور) در شرق، کوه‌های پاروپامیزهندوکش در افغانستان در جنوب، و کوه‌های کپه‌داغ ترکمنستان و ایران در جنوب و جنوب غربی واقع شده است. در سرتاسر منطقه فرورفتگی‌های بزرگ نمک‌دان‌های خشک وجود دارد که از گیاهان مقاوم به نمک حمایت می‌کنند.

## اقلیم
آب و هوای این منطقه عمدتاً سرد نیمه خشک (سامانه طبقه‌بندی اقلیمی کوپن) با اقلیم مدیترانه‌ای تابستان گرم (Csa) و اقلیم بیابانی (BWh) است. این اقلیم با تابستان‌های گرم، گاهی بسیار گرم، خشک و زمستان‌های معتدل و مرطوب همراه است. گرمترین ماه به طور متوسط بیش از ۲۲ درجه سانتیگراد (۷۲ درجه فارنهایت) و سردترین ماه ۰ تا ۱۸ درجه سانتیگراد (۳۲ تا ۶۴ درجه فارنهایت) است. میزان بارندگی در ذخیره گاه طبیعی بادخیز از ۱۳۰ میلی متر در سال تا ۴۳۰ میلی متر در سال متغیر است. بادها معمولاً از شمال و شمال غربی اغلب قوی هستند.

## گیاهان و جانوران
تنوع زیستی در منطقه بالا است، زیرا آب و هوا نسبتاً معتدل است، و مکان در یک منطقه انتقالی است که از جوامع گل ایرانی-افغانی و آسیای مرکزی حمایت می‌کند. بیش از ۱۱۰۰ گونه از گیاهان آونددار در منطقه ثبت شده است. گیاهان غالب خارهای بیابانی به ویژه (جگن) هستند. همچنین در این منطقه درختچه‌های درمنه، شوره و ساکساول یافت می‌شوند. مناطق حفاظت شده برای حفاظت از نخلستان‌های درختان پسته وحشی اختصاص داده شده است که یکی از آنها ۷۶۰ کیلومتر مربع (۲۹۰ مایل مربع) را پوشش می‌دهد.
این منطقه از گله‌های مهم پستانداران بزرگ، مانند خر وحشی آسیایی (Onager) و غزال گواتر (آهوی ایرانی) حفاظت می‌کند. کرکس مصری در حال انقراض نیز در این منطقه یافت می‌شود.

## مناطق حفاظت‌شده
مناطق حفاظت شده مهم در این بوم‌ناحیه عبارتند از:
- ذخیره‌گاه طبیعی کویتنداغ
- منطقه حفاظت‌شده دولتی بادخیز